# 2069 Hubble
2069 Hubble (1955 FT) é um asteroide de cor escura localizado no cinturão de asteroides.
Foi descoberto por astrônomos na Universidade de Indiana (não houve crédito para nenhum astrônomo específico) em 19 de Março de 1955.
O asteroide foi nomeado em homenagem ao famoso astrônomo americano Edwin Hubble.